# Jan Both

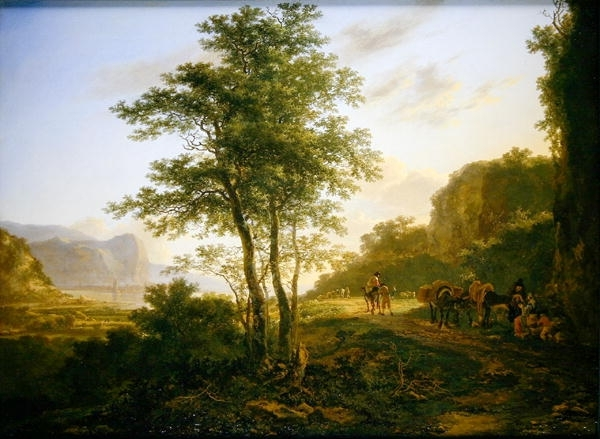
Włoski krajobraz, 1646

Jan Dirksz Both (ur. ok. 1610/18 w Utrechcie, zm. 9 sierpnia 1652 tamże) – holenderski malarz italianista, brat Andriesa Botha.
Był uczniem Gerarda van Honthorsta i Abrahama Bloemaerta. W latach 1637–1641 przebywał z bratem Andriesem w Rzymie, gdzie współpracował z francuskim malarzem pejzażystą Claude'em Lorrain. Pod wpływem Pietera van Laera tworzył również scenki rodzajowe zwane bambocciatami. Po tragicznej śmierci brata w Wenecji artysta wrócił do Utrechtu i zajął się malowaniem wyłącznie włoskich pejzaży.
Jan Both znany jest głównie z włoskich krajobrazów przedstawiających górskie i leśne okolice Rzymu. W jego pracach dużą rolę odgrywało światło i przestrzeń. Postacie ludzkie miały zawsze charakter drugoplanowy, natomiast eksponowana była natura, którą malarz przedstawiał w naturalistyczny sposób.